# Гаркерс-Айленд (Північна Кароліна)
Гаркерс-Айленд (англ. Harkers Island) — переписна місцевість (CDP) в США, в окрузі Картерет штату Північна Кароліна. Населення — 1127 осіб (2020).

## Географія
Гаркерс-Айленд розташований за координатами 34°41′55″ пн. ш. 76°33′30″ зх. д. / 34.69861° пн. ш. 76.55833° зх. д. (34.698739, -76.558460).  За даними Бюро перепису населення США в 2010 році переписна місцевість мала площу 9,97 км², з яких 5,80 км² — суходіл та 4,16 км² — водойми.

## Демографія
Згідно з переписом 2010 року, у переписній місцевості мешкало 1207 осіб у 529 домогосподарствах у складі 396 родин. Густота населення становила 121 особа/км².  Було 1177 помешкань (118/км²).
Расовий склад населення:
| - 98,5 % — білих - 0,2 % — корінних американців - 0,2 % — азіатів |

До двох чи більше рас належало 1,0 %. Частка іспаномовних становила 0,1 % від усіх жителів.
За віковим діапазоном населення розподілялося таким чином: 12,6 % — особи молодші 18 років, 61,0 % — особи у віці 18—64 років, 26,4 % — особи у віці 65 років та старші. Медіана віку мешканця становила 53,8 року. На 100 осіб жіночої статі у переписній місцевості припадало 98,5 чоловіків;  на 100 жінок у віці від 18 років та старших — 97,9 чоловіків також старших 18 років.
Середній дохід на одне домашнє господарство  становив 85 269 доларів США (медіана — 50 078), а середній дохід на одну сім'ю — 98 344 долари (медіана — 55 833). За межею бідності перебувало 8,3 % осіб, у тому числі 19,0 % дітей у віці до 18 років та 7,6 % осіб у віці 65 років та старших.
Цивільне працевлаштоване населення становило 527 осіб. Основні галузі зайнятості: освіта, охорона здоров'я та соціальна допомога — 22,6 %, публічна адміністрація — 17,5 %, будівництво — 11,2 %, роздрібна торгівля — 10,2 %.